# IOS 15
iOS 15 ist die 15. Version von iOS, dem mobilen Betriebssystem von Apple. Es wurde am 7. Juni 2021 bei der Worldwide Developers Conference zusammen mit iPadOS 15, tvOS 15, macOS Monterey sowie watchOS 8 vorgestellt. Am 20. September 2021 wurde iOS 15 veröffentlicht und ist für alle Geräte, die auch schon iOS 14 und iOS 13 unterstützten, verfügbar.

## Neue Funktionen

### FaceTime
Die neue Version bietet unter anderem größere Veränderungen bei FaceTime. Windows- und Android-Nutzer können nun auch an Anrufen über den Webbrowser teilnehmen. Es gibt neue Verbesserungen beim Sound (Unterstützung von Spatial Audio) und Möglichkeiten zum Teilen des Bildschirms und von Medieninhalten wie Musik oder Filmen via SharePlay. Apple hat angekündigt, dass SharePlay wegen Zeitmangels und Fehlern in der finalen Version von iOS 15 fehlt und erst später per Software-Update nachgereicht wird. SharePlay ist per Update auf iOS/iPadOS 15.1 offiziell erschienen.

### Benachrichtigungen
Benachrichtigungen erhalten ein neues Aussehen und werden anders angeordnet. Es können nun intelligente Zusammenfassungen von Mitteilungen bestimmten Apps erstellt werden, welche dann zu bestimmten Zeiten angezeigt werden. So werden andauernde Unterbrechungen vermieden.

### Fotos und iMessage
Es gibt Neuerungen mit iMessage und der Fotos-App. Hier kann beispielsweise Text in Fotos erkannt und direkt kopiert werden.

### Karten
Karten bekommt neue Funktionen in ausgewählten Städten der USA: Es gibt 3D-Vorschauen von Wahrzeichen, wie etwa der Golden Gate Bridge, die Anzeige von einzelnen Fahrstreifen oder Zebrastreifen direkt auf der Straße, sowie die perspektivische Anzeige von Brückenhöhen, um die Navigation an komplexen Stellen zu vereinfachen.
In ausgewählten Städten gibt es außerdem Fußgängernavigation mittels AR.

### Wetter
Die Wetter-App bekommt ein neues Design mit neuen Animationen und mehr Informationen, unter anderem auch Wetterkarten. Damit soll es z. B. möglich sein, abzulesen, wann es wo regnet.

### Safari
Safari bekommt ein neues Design, bei dem die URL unten angezeigt wird. So ist die Adresszeile auch für größere Displays mit dem Daumen erreichbar. In der Beta-Phase gab es zu dieser Umstellung allerdings heftige Kritik, sodass Apple sich dazu entschieden hat, dieses persönlich einstellbar zu machen. So kann in den Einstellungen die Adressleiste jederzeit wieder nach oben versetzt werden.

### Siri
Siri kann nun auch offline agieren und so Dinge ausführen (wie z. B. Apps starten oder den Flugmodus aktivieren), die zuvor nur mit Internetverbindung möglich waren. Zudem kann Siri Bildschirmfotos und Sprachnachrichten über iMessage versenden.

### Wallet
In den USA kann man nun seinen Personalausweis, seinen Zimmerschlüssel von ausgewählten Hotelketten oder Geschäftstürschlüssel bei unterstützten Firmen in der Wallet-App hinterlegen.

### Health
Man kann nun Gesundheitsdaten mit anderen Personen teilen. Außerdem existiert eine neue Funktion, welche die Stabilität beim Gehen auswertet und vor einem möglichen Sturzrisiko warnt.

### Fokus
Mithilfe von Fokus-Einstellungen, können die App-Benachrichtigungen auf bestimmte Situationen oder Aktivitäten (z. B. Arbeit oder Freizeit) angepasst werden, indem im derzeit aktiven Fokus nur dafür ausgewählte Apps, Benachrichtigungen senden dürfen. Fokuse können auch intelligent basierend auf Standort usw. eingestellt werden.

### Live Text
Mit Live Text ermöglicht es Apple mit der Kamera App, Texte in Fotos sowie in Echtzeit zu erkennen, womit diese kopiert und an anderer Stelle eingefügt werden können. Auch handgeschriebene Texte werden unterstützt.

### Grammatical Gender Agreement
Das System nutzt jetzt den Gender-Doppelpunkt als Mittel genderinklusiver Sprache (Abonennt:innen, Bewohner:innen, Freund:innen). Statt zum Gendern umfangreiche Wörterlisten zu verwalten, ist im Betriebssystem ein Grammatical Gender Agreement eingebaut (Vereinbarung zum grammatischen Geschlecht). Diese Art der Darstellung ist aber nicht einstellbar.
Seit November 2020 können auf iPhones neben männlichen und weiblichen auch nichtbinäre, geschlechtsneutrale Personen-Emojis ausgewählt werden; bereits 2015 war Apple Vorreiter in der Einführung von Personen-Emojis mit verschiedenen Hautfarben.
Apples Konkurrent Microsoft nutzt in Deutschland seit Ende 2020 zur internen und externen Kommunikation das Gendersternchen und bietet seit 2011 ein deutschsprachiges Gendering-Add-In für seine Textverarbeitung (Details).

### Face ID
Eine wesentliche Neuerung wurde mit Version 15.4 im März 2022 zur Verfügung gestellt. Ab diesem Zeitpunkt war es möglich, Face ID auch mit einer Gesichtsmaske zu nutzen, was insbesondere im Kontext der Covid-19-Pandemie einen erheblichen Vorteil bietet. Verfügbar ist diese Neuerung für Geräte ab dem iPhone 12. Ein Mehraufwand entstand dabei nur insofern, dass der Nutzer sein Gesicht erneut erfassen musste. Ferner muss das Gerät auf unterschiedliche Brillen kalibriert werden.

## Systemvoraussetzungen
Diese Version wird von allen Geräten unterstützt, die bereits iOS 14 erhalten haben.

### iPhone
- iPhone 6s
- iPhone 6S Plus
- iPhone SE (1. Generation)
- iPhone 7
- iPhone 7 Plus
- iPhone 8
- iPhone 8 Plus
- iPhone X
- iPhone XS
- iPhone XS Max
- iPhone XR
- iPhone 11
- iPhone 11 Pro
- iPhone 11 Pro Max
- iPhone SE (2. Generation)
- iPhone 12 Mini
- iPhone 12
- iPhone 12 Pro
- iPhone 12 Pro Max
- iPhone 13 Mini
- iPhone 13
- iPhone 13 Pro
- iPhone 13 Pro Max
- iPhone SE (3. Generation)

### iPod Touch
- iPod Touch (7. Generation)